# Karl Bernhard Zoeppritz

Karl Zoeppritz

Karl Bernhard Zoeppritz (* 22. Oktober 1881 in Mergelstetten; † 20. Juli 1908 in Göttingen) war ein deutscher Geowissenschaftler und Seismologe.

## Familie
Der Geowissenschaftler war der Sohn des Fabrikanten Otto Stefan Friedrich Zoeppritz (1853–1922) und dessen Frau Anna Maria Wilhelmina (1851–1925). Sein Großvater war der Politiker und Unternehmer Karl Zöppritz (1812–1900). Zoeppritz war der Neffe des Geographen und Physikers Karl Zöppritz (1838–1885).
Karl Zoeppritz war ab 1907 mit Elisabeth Ganz (1886–1964) verheiratet. Das Paar hatte eine Tochter.

## Leben
Karl Zoeppritz studierte Geologie und weitere naturwissenschaftliche Disziplinen in München und in Freiburg. Hier promovierte er 1905 mit einem rein geologischen Thema. Ein Jahr später legte er in Karlsruhe das Oberlehrerexamen ab. Während seines Studiums fand er Interesse an der Physik und speziell an der Geophysik, einem Forschungszweig, der sich Ende des 19. Jahrhunderts gerade erst zu entwickeln begann und zu jener Zeit einzig von Emil Wiechert in Göttingen gelehrt wurde.
Zoeppritz gelang es, unter Wiechert eine Assistentenstelle zu bekommen und wechselte nach Göttingen. Dort befasste er sich mit den Aufzeichnungen größerer Erdbeben der damaligen Zeit, darunter das bekannte San-Francisco-Erdbeben von 1906. Auf der Grundlage der theoretischen Arbeiten von Wiechert erstellte er Laufzeitkurven, die beide gemeinsam 1907 veröffentlichten, und die künftig der besseren Identifizierung von verschiedenen Seismogramm-Einsätzen von Fernbeben dienen sollten.

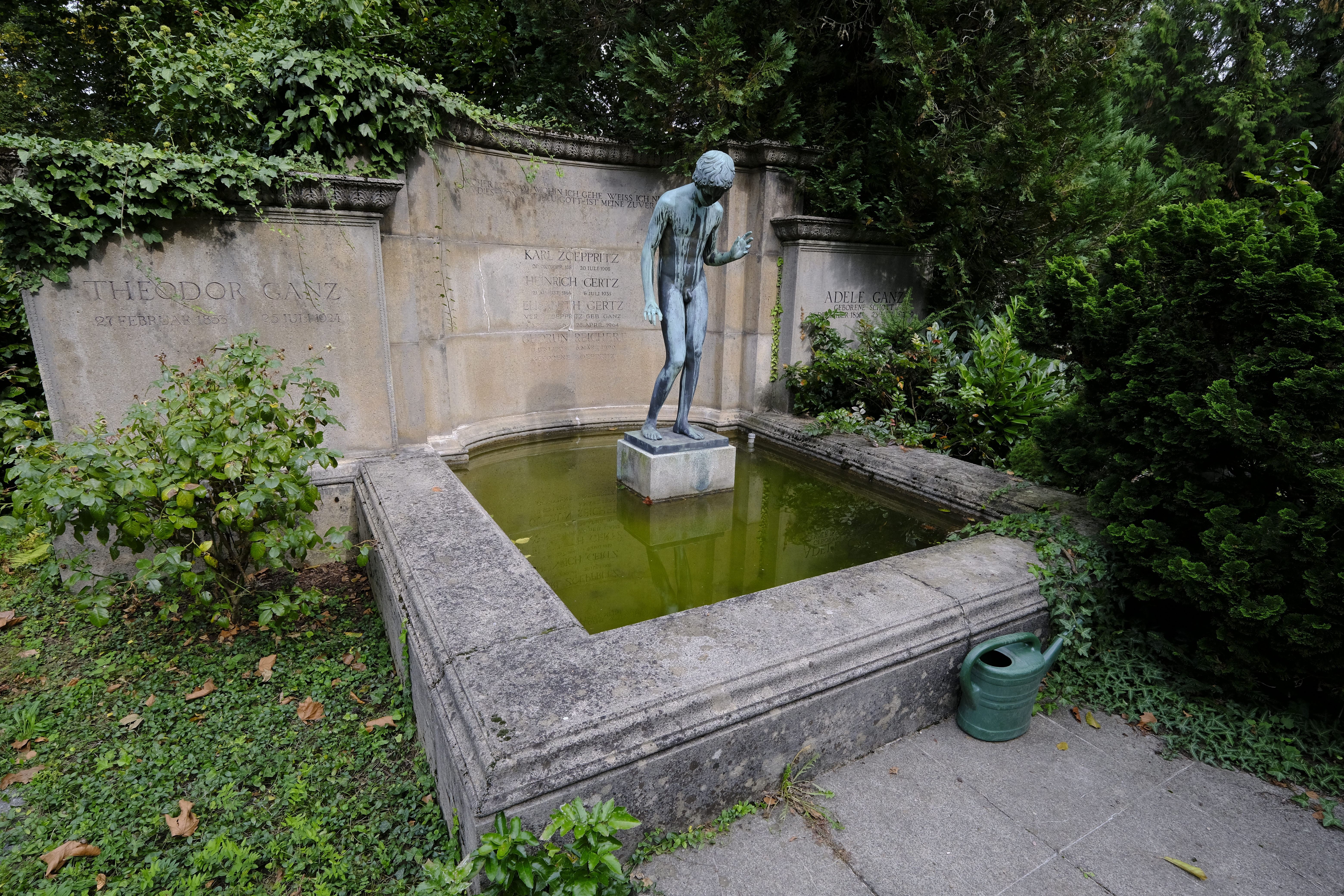
Grabstätte auf dem Freiburger Hauptfriedhof

Karl Bernhard Zoeppritz starb 1908 im Alter von 26 Jahren an einer Infektionskrankheit, die er sich im vorangegangenen Winter zugezogen hatte. Viele seiner Forschungsergebnisse waren noch nicht veröffentlicht. Dies übernahmen neben Wiechert die Göttinger Kollegen Ludwig Geiger und Beno Gutenberg. Die überragende Weitsicht und Auffassungsgabe des jungen Karl Zoeppritz war für die Deutsche Geophysikalische Gesellschaft (DGG) ausschlaggebend, nach ihm den 2003 zum ersten Mal verliehenen Karl-Zoeppritz-Preis zu benennen, mit dem junge Nachwuchswissenschaftler für besondere Leistungen in der Geophysik ausgezeichnet werden sollen.

## Wirken
Ein wesentlicher Fortschritt in der Interpretation seismischer Wellenphasen war die Beobachtung von (mehrfachen) Reflexionen an der Erdoberfläche sowie konvertierter Wellenzüge. Zoeppritz arbeitete intensiv an dem Amplitudenverhalten seismischer Wellen an Grenzflächen in Abhängigkeit vom Einfallswinkel und entwickelte daraus die nach ihm benannten Zoeppritz-Gleichungen zur Berechnung der Amplituden. In seinen letzten Forschungsarbeiten leitete Zoeppritz die Reflexions- und Transmissionskoeffizienten für reflektierte bzw. refraktierte seismische Wellen ab.

## Veröffentlichungen
- Geologische Untersuchungen im Oberengadin zwischen Albulapass und Livigno. Inaugural-Dissertation, Universität Freiburg, 68pp, 1906.
- Über Erdbebenwellen II. Laufzeitkurven. Nachrichten der Königlichen Gesellschaft der Wissenschaften zu Göttingen. Mathematisch-Physikalische Klasse, 529–549, 1907.
- mit Geiger, Ludwig: Über Erdbebenwellen III. Berechnung von Weg und Geschwindigkeit der Vorläufer. Die Poissonsche Konstante im Erdinnern. Nachrichten der Königlichen Gesellschaft der Wissenschaften zu Göttingen. Mathematisch-Physikalische Klasse, 400–428, 1909.
- mit Geiger, Ludwig und Gutenberg, Beno: Über Erdbebenwellen V. Konstitution des Erdinnern, erschlossen aus dem Bodenverrückungsverhalten der einmal reflektierten zu den direkten longitudinalen Erdbebenwellen, und einige andere Beobachtungen über Erdbebenwellen. Nachrichten der Königlichen Gesellschaft der Wissenschaften zu Göttingen. Mathematisch-Physikalische Klasse, 121–206, 1912.
- Erdbebenwellen VII. Über Reflexion und Durchgang seismischer Wellen durch Unstetigkeitsflächen. Nachrichten der Königlichen Gesellschaft, 1919.